# Maratikyathanahalli, Mysore
Maratikyathanahalli là một làng thuộc tehsil Mysore, huyện Mysore, bang Karnataka, Ấn Độ.